# Peter Johansson (historiker)
Peter Johansson, född 1963, är en svensk museiman.

## Biografi
Johansson har författat ett antal historieböcker. Från 1994 har Johansson genomfört flera forskningsprojekt i södra Afrika, huvudsakligen i Namibia, Botswana, Sydafrika och Angola, med fokus på svensk zoologisk vetenskapshistoria i området.
Han är (2020) museichef för Vänersborgs museum.